# Carlos Lucas
Carlos Lucas Manríquez (Villarrica, 4 giugno 1930 – Villarrica, 19 aprile 2022) è stato un pugile cileno.

## Palmarès

### Olimpiadi
- 1 medaglia:
  - 1 bronzo (Melbourne 1956 nei pesi mediomassimi)

### Giochi panamericani
- 1 medaglia:
  - 1 bronzo (Chicago 1959 nei pesi mediomassimi)